# Beccariophoenix alfredii
Beccariophoenix alfredii is een soort uit de palmenfamilie (Arecaceae). De soort is endemisch op Madagaskar, waar hij voorkomt ten zuidwesten van Antsirabe, op de westelijke hellingen van het Centraal Hoogland. Hij groeit in galerijbossen aan de oevers van de Mania-rivier en zijn zijrivieren, op zandbodems en kwartsietrotsen. De soort staat op de Rode Lijst van de IUCN geklasseerd als 'kwetsbaar'.